# Cena Aberta
Cena Aberta foi um programa de televisão brasileiro exibido pela Rede Globo entre 18 de novembro e 9 de dezembro de 2003 e apresentado por Regina Casé.

## O Programa
Produzido pela Globo em parceria com a Casa de Cinema de Porto Alegre, a atração trazia uma adaptação de obra literária a cada um dos quatro episódios, apresentados sempre às terças-feiras.
Com uma proposta diferente da dos demais formatos de teledramaturgia, o programa não tinha separação entre o que ocorria por trás ou na frente das câmeras, ou seja, não fazia distinção entre dramaturgia e documentário. A ideia era oferecer uma história de ficção ao telespectador, porém mostrando o trabalho de produção de um programa do tipo. A trama era revelada à medida que o público acompanhava o processo de adaptação da história para a televisão, a seleção do elenco, a preparação dos atores, a escolha das locações, os ensaios e a caracterização dos personagens. A história era contada no decorrer de cada uma dessas etapas de produção, e o produto final não era nem um programa de dramaturgia nem um making-of.

## Episódios

### A Hora da Estrela
Episódio baseado no livro de Clarice Lispector, A Hora da Estrela. Macabéa, uma nordestina de 19 anos, se envolve em um triângulo amoroso. Macabéa se apaixona por Olímpico de Jesus, com quem começa a namorar, até ele se apaixonar por Glória, uma colega de trabalho de Macabéa. Ela, então, vai ver seu futuro com uma vidente, Madame Carlota, que lhe dá a boa notícia de se casará com um estrangeiro. Macabéa morre atropelada pouco tempo depois.
Exibido em 18 de novembro de 2003.
- Ana Paula Bouzas - Macabéa
- Wagner Moura - Olímpico
- Regina Casé - Glória / Madame Carlota

### Negro Bonifácio
Baseado no conto de mesmo nome do autor Simões Lopes Neto. Mostra a história de um triângulo amoroso entre Tudinha, Nadico e o Negro Bonifácio. Tudinha gosta do Negro Bonifácio, mas sente ciúmes ao vê-lo com outra mulher. Ela, então, o desafia para uma corrida de cavalo com Nadico, em que Bonifácio ganha. Acontece, então, uma briga pelo amor de Tudinha.
Exibido em 25 de novembro de 2003, gravado em Canela, Rio Grande do Sul.
- Lázaro Ramos - Bonifácio
- Carolina Dieckmann - Tudinha
- Regina Casé - Siá Firmina
- Juca (morador da localidade) - Nadico

### Folhetim
Baseado na obra A Ópera de Sabão, de Marcos Rey. Passada nos anos 50, mostra a história de Hilda, uma dona-de-casa que trabalha numa rádio como astróloga e conselheira sob o nome de Madame Zora. Ela recebe uma carta de uma ouvinte chamada Ginasiana Enganada, que engravidou de um mulherengo e está desesperada. Madame Zora se solidariza com a moça, sem saber que foi seu filho, Lenine, que a engravidou.
Exibido em 2 de dezembro de 2003.
- Karla Tenório - Celeste
- Márcio Garcia - Lenine
- Regina Casé - Hilda / Madame Zora
- Sílvio de Abreu - médico

### As Três Palavras Divinas
Baseado no conto de mesmo nome de Leon Tolstoi. Simão é um pobre sapateiro que tem uma mulher e dois filhos para sustentar. Quanto o dinheiro acaba, Simão vai cobrar as dívidas de todos os seus clientes, que são tão ou mais pobres que ele. Ele encontra com Miguel, um anjo caído do céu por castigo de Deus, que quer que ele aprenda mais com os homens.
Exibido em 9 de dezembro de 2003.
- Luiz Carlos Vasconcelos - Simão
- Regina Casé - Maria
- Felipe (morador da localidade) - Miguel